# Partidul Comunist al Muncitorilor al Bosniei-Herțegovinei
Partidul Comunist al Muncitorilor al Bosniei-Herțegovinei (bosniacă: Radničko-komunistička partija Bosne i Hercegovine) este un partid comunist în Bosnia și Herțegovina. Acesta a fost format în 2000 și se opune ferm naționalismului din regiune și prăbușirii Iugoslaviei. Scopurile lor principale sunt introducerea "lucrătorilor de auto-management și democrația participativă, precum și stabilirea unei Republici Socialiste Federative Iugoslavia. 
Comuniștii din acest partid cred că socialismul trebuie să fie democratic și să se opună cu fermitate sistemului din fosta Uniune Sovietică și alte guverne. Aceșstia au fost influențați în special de Rosa Luxemburg și Antonio Gramsci.